# Тарапунька (річка)
Тарапу́нька (інша назва — Полтавка) — мала річка в Полтаві, права притока Ворскли.
Найбільша з п'яти малих річок Полтави. Протікає через усі райони міста: бере початок майже в центрі Полтави, протікає вздовж вулиць Астрономічної, Підгорної, Гофмана, Попова, Лугової, Павла Тичини. Впадає у Ворсклу на 500 метрів вище електростанції.
Річку Тарапуньку прославив уродженець Полтави, актор, артист розмовного жанру, Народний артист УРСР Юрій Трохимович Тимошенко, який провів на її берегах своє дитинство. Юрій Трохимович обрав назву річки за сценічний псевдонім.
У верхній течії Тарапунька протікає через парк сільськогосподарського технікуму Полтавського державного сільськогосподарського інституту (вул. Графа фон Гарнієра, 7), який був заснований 1904 року школою садівництва та городництва в передмісті Полтави — Павленках. У парку на березі річки росте дуб — живий пам'ятник Тарасу Шевченку, посаджений 6(18) травня 1861 року, у день похорону поета на Чернечій горі в Каневі.
За минулих часів Тарапунька слугувала джерелом питної води для гарнізону полтавської фортеці. Воду з річки пили та купалися в ній ще у 1950-ті роки. Зараз це заросла чагарниками, деревами та забруднена притока Ворскли. Найзабрудненіша південна частина річки поблизу вулиці Ярослава Мудрого. Перш за все, побутовими відходами, які скидає в річку населення цієї частини Полтави. Свою лепту в забруднення річки вносять і комунальні підприємства, які в екстрених випадках здійснюють у неї аварійний злив фекальних стоків.
Останнім часом низка громадських організацій разом Полтавською державною аграрною академією здійснюють очистку Тарапуньки і облаштування її берегів в рамках соціальної акції «Природа. Я. Суспільство».